# Laser game

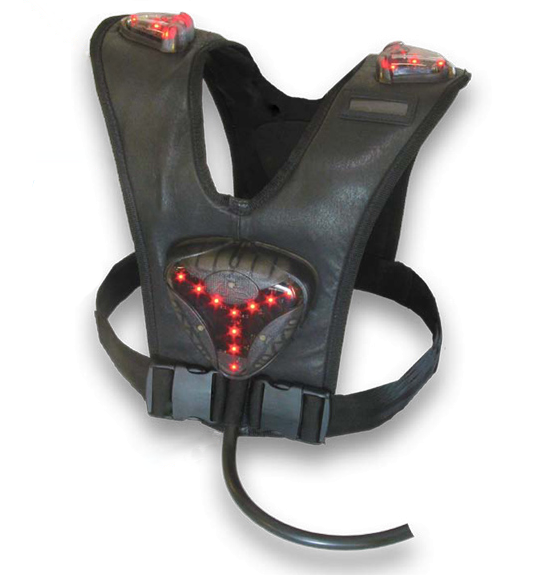
Typická vesta pro laser game se čtyřmi senzory

Laser game je týmová sportovně společenská hra využívající moderní technologie, včetně laseru, s prvky sci-fi. Při hře se využívá laserových zbraní, při které se hráči snaží získat co nejvíce bodů, případně plní jiné úkoly (dobytí základny, odcizení standarty). Hra se hraje jak v uzavřených prostorech tzv. arénách, tak i venku na volném prostranství. Existuje mnoho společností zabývající se výrobou systému.

## Historie
Počátky historie hry se vztahují do roku 1979, kdy byla uvedena na trh hračka Star Trek Electronic Phaser od společnosti South end Electronics Miltona Bradleyho. Hra v jiných zemích může mít odlišný název (laser game, laser tag).

## Laser game v Česku
V České republice se hraje hra v rámci volnočasové aktivity na komerční bázi a aktuálně existuje jediná asociace sdružující arény – LaserGameAreny.cz, která sdružuje necelou polovinu všech Arén v Česku a na Slovensku. První Aréna byla postavena na Národní třídě v Praze v 90. letech, dnes však již nefunguje. První Laser Aréna dnešního typu, s moderním systémem, byla realizována ve Zlíně v roce 2007.
V roce 2023 vznikl nový projekt LaserLiga.cz, který rozšiřuje funkce aktuálních systémů laser game. Nabízí on-line výsledky, uživatelské profily se statistikami, organizaci turnajů a další funkce. Projekt je stále ve vývoji a aktuálně jsou do něj zapojeny 3 arény – Laser aréna Písek, FunSpace ČB a Laser game Pardubice.
Kromě LaserLiga.cz se v Česku hraje iplaylaserforce.com, kde jsou statistiky hráčů, kteří navštíví Arény používající systém od firmy Laser force.

## Mistrovství Česka a Slovenska v Laser Game
V roce 2018 a 2019 proběhlo v 16 Arénách Mistrovství Česka a Slovenska v Laser Game, kde se odehrávali kvalifikační zápasy přihlášených týmů. Vítězné týmy ze všech Arén se utkali proti sobě na dvoudenním Mistrovství v Košicích. První ročník se nesl více v komunitním duchu, druhý ročník již slíbil vítězi celého turnaje odměnu 100 000 Kč. Od roku 2020 se mistrovství nekonalo z důvodu pandemie.

## Vývoj
Existuje několik výrobců laserového vybavení – v Evropě jsou nejběžnější holandský LaserMaxx, australský Laser Force nebo Delta Strike. V České republice se vývoji na poli Laser Game systémů věnuje od roku 2014 jediná firma.

## Arény v Česku
Aktuálně je v České republice 37 Laser Arén a dalších 22 je na Slovensku.